# Carol Mann
Carol Mann (Buffalo, 3 februari 1941 - The Woodlands, Texas, 20 mei 2018) was een Amerikaanse golfprofessional die golfte op de LPGA Tour waar ze 38 golftoernooien won waarvan twee majors.

## Loopbaan
Mann werd geboren in Buffalo, New York en groeide op in Baltimore, Maryland en later in Chicago, Illinois. Ze begon te golfen op 9-jarige leeftijd. In 1958 won ze het Western Junior Championship en het Chicago Junior Championship. In 1960 won ze het Chicago Women's Amateur Championship. Ze studeerde op de Universiteit van North Carolina in Greensboro.
In 1960 werd ze golfprofessional en maakte haar debuut op de LPGA Tour in 1961. In 1964 behaalde ze haar eerste LPGA-zege en tevens haar eerste major door het Women's Western Open te winnen. Een jaar later behaalde ze haar tweede en laatste major door het US Women's Open te winnen. Op 7 september 1975 behaalde ze haar 38ste en laatste LPGA-zege door het Dallas Civitan Open te winnen.
Van 1973 tot 1976 was ze voorzitster van de LPGA. In 1977 werd Mann opgenomen in de World Golf Hall of Fame. In 1981 golfte ze voor de laatste keer op de LPGA. In de jaren 2000 golfte ze af en toe op de Legends Tour.

## Prestaties

### Amateur
- 1958: Western Junior Championship, Chicago Junior Championship
- 1960: Chicago Women's Amateur Championship

### Professional
LPGA Tour
| Nr. | Datum             | Toernooi                             | Score           | Score | Info                                |
| --- | ----------------- | ------------------------------------ | --------------- | ----- | ----------------------------------- |
| 1   | 22 maart 1964     | Women's Western Open                 | 83-75-76-74=308 | +8    |                                     |
| 2   | 27 juni 1965      | Lady Carling Open                    | 71-69-71=211    | +1    |                                     |
| 3   | 4 juli 1965       | US Women's Open                      | 78-70-70-72=290 | +2    |                                     |
| 4   | 17 april 1966     | Raleigh Ladies Invitational          | 72-70-74=216    | par   |                                     |
| 5   | 24 april 1966     | Peach Blossom Invitational           | 72-73-71=216    | par   |                                     |
| 6   | 29 mei 1966       | Baton Rouge Ladies Invitational      | 67-71-71=209    | –7    |                                     |
| 7   | 26 juni 1966      | Waterloo Women's Open Invitational   | 71-70-73=214    | –2    |                                     |
| 8   | 7 mei 1967        | Tall City Open                       | 73-70-71=214    | –2    |                                     |
| 9   | 25 juni 1967      | Buckeye Savings Invitational         | 70-68-69=207    | –9    |                                     |
| 10  | 22 juli 1967      | Supertest Ladies Open                | 70-69-71=210    | –6    |                                     |
| 11  | 21 april 1968     | Lady Carling Open                    | 66-66-68=200    | –16   |                                     |
| 12  | 28 april 1968     | Raleigh Ladies Invitational          | 71-71-72=214    | –2    |                                     |
| 13  | 5 mei 1968        | Shreveport Kiwanis Club Invitational | 69-75-73=217    | +1    |                                     |
| 14  | 9 juni 1968       | Bluegrass Ladies Invitational        | 71-70-69=210    | –6    |                                     |
| 15  | 14 juli 1968      | Pabst Ladies Classic                 | 71-70-65=206    | –10   |                                     |
| 16  | 21 juli 1968      | Buckeye Savings Invitational         | 71-66-72=209    | –7    |                                     |
| 17  | 27 juli 1968      | Supertest Canadian Open              | 69-73-71=213    | –6    |                                     |
| 18  | 1 september 1968  | Willow Park Ladies Invitational      | 68-68-69=205    | –8    |                                     |
| 19  | 15 september 1968 | Shirley Englehorn Invitational       | 70-69-69=208    | –5    |                                     |
| 20  | 20 oktober 1968   | Quality Chek'd Classic               | 69-74-69=212    | –4    |                                     |
| 21  | 27 april 1969     | Raleigh Ladies Invitational          | 76-68-68=212    | –4    |                                     |
| 22  | 11 mei 1969       | Dallas Civitan Open                  | 68-71-70=209    | –4    |                                     |
| 23  | 20 juli 1969      | Danbury Lady Carling Open            | 71-72-72=215    | –1    |                                     |
| 24  | 17 augustus 1969  | Southgate Ladies Open                | 70-72-75=217    | +1    |                                     |
| 25  | 24 augustus 1969  | Tournament of Champs                 | 76-68-72=216    | –3    | Won de play-off van Jan Ferraris    |
| 26  | 7 september 1969  | Molson's Canadian Open               | 70-70-72=212    | –7    |                                     |
| 27  | 5 oktober 1969    | Mickey Wright Invitational           | 69-70-73=212    | –7    |                                     |
| 28  | 26 oktober 1969   | Corpus Christi Civitan Open          | 74-70-68=212    | +2    | Won de play-off van Kathy Whitworth |
| 29  | 15 februari 1970  | Burdine's Invitational               | 71-70-75=216    | par   | Won de play-off van Sandra Haynie   |
| 30  | 19 maart 1972     | Orange Blossom Classic               | 73-72-68=213    | –3    |                                     |
| 31  | 4 juni 1972       | Lady Carling Open                    | 69-74-67=210    | –9    |                                     |
| 32  | 25 maart 1973     | Sears Women's Classic                | 68              | –5    |                                     |
| 33  | 17 februari 1974  | Naples Lely Classic                  | 70-70-69=209    | –7    |                                     |
| 34  | 10 maart 1974     | S&H Green Stamp Classic              | 76-74-69=219    | par   |                                     |
| 35  | 15 juni 1975      | Lawson's LPGA Classic                | 71-72-74=217    | +1    |                                     |
| 36  | 14 juli 1975      | Borden Classic                       | 66-70-73=209    | –7    |                                     |
| 37  | 27 juli 1975      | George Washington Ladies Classic     | 68-66-72=206    | –13   |                                     |
| 38  | 7 september 1975  | Dallas Civitan Open                  | 67-70-71=208    | –8    |                                     |

| major |